# Un medico tra gli orsi
Un medico tra gli orsi (Northern Exposure, abbreviato in NX) è una serie televisiva statunitense creata da Joshua Brand e John Falsey, e trasmessa da CBS tra il 1990 e il 1995.

## Trama
La serie incentrata sulle vicissitudini del dottor Joel Fleischman (Rob Morrow), giovane medico ebreo newyorkese costretto ad esercitare la professione per quattro anni nella sperduta cittadina di Cicely, in Alaska, per ripagare un prestito universitario. Deve quindi adattarsi ad un ambiente profondamente diverso da quello della metropoli a cui è abituato e convivere con una varia umanità.

## Episodi
| Stagione         | Episodi | Prima TV originale | Prima TV Italia |
| ---------------- | ------- | ------------------ | --------------- |
| Prima stagione   | 8       | 1990               | 1995            |
| Seconda stagione | 7       | 1991               | 1995            |
| Terza stagione   | 23      | 1991-1992          | 1995            |
| Quarta stagione  | 25      | 1992-1993          | 1995            |
| Quinta stagione  | 24      | 1993-1994          | 1995            |
| Sesta stagione   | 23      | 1994-1995          | 1995-1996       |

## Personaggi e interpreti
- Joel Fleischman, interpretato da Rob Morrow, doppiato da Gianni Bersanetti.
- Maurice J. Minnifield, interpretato da Barry Corbin, doppiato da Emilio Cappuccio.
- Maggie O'Connell, interpretata da Janine Turner, doppiata da Claudia Catani e Barbara Berengo Gardin.
- Chris Stevens, interpretato da John Corbett, doppiato da Fabrizio Temperini.
- Holling Vincoeur, interpretato da John Cullum, doppiato da Giulio Platone.
- Shelly Marie Tambo, interpretata da Cynthia Geary, doppiata da Roberta Pellini.
- Ed Chigliak, interpretato da Darren E. Burrows, doppiato da Alessio Cigliano.
- Marilyn Whirlwind, interpretata da Elaine Miles, doppiata da Anna Melato.
- Ruth-Anne Miller, interpretata da Peg Phillips, doppiata da Alina Moradei.
- Adam, interpretato da Adam Arkin.
- Eve, interpretata da Valerie Mahaffey.
- Barbara Semanski, interpretata da Diane Delano.

## Produzione
La serie è nata come un riempitivo estivo di 8 puntate, nel 1990. Vista la buona accoglienza di critica e pubblico ne sono state realizzate altre 7 puntate, trasmesse nella primavera 1991, quindi è diventata una serie regolare, programmata per 4 stagioni.
Le prime 3 stagioni complete sono state un grande successo, fra le prime 20 trasmissioni televisive più viste negli Stati Uniti (16ª nella stagione 1991/92, 11ª nella stagione 1992/93, 14ª nella stagione 1993/94, con un pubblico stimato di oltre 14 milioni di spettatori), premiate ai Golden Globe e agli Emmy Awards, ma il declino della stagione successiva è stato tale da segnare la chiusura della serie.

### Ambientazione
Cicely è un'immaginaria cittadina dell'Alaska, nella quale è ambientata la serie. Sebbene le riprese siano state effettuate a Roslyn, città dello Stato di Washington, nella serie Cicely dovrebbe ricordare Talkeetna, città dell'Alaska meridionale, base di partenza per le ascensioni al Monte McKinley, la vetta più elevata dell'America Settentrionale. Cicely viene sempre descritta come paese nella contea di Arrowhead (dall'inglese "punta di freccia"), nel punto più alto della Nuova Riviera o Riviera Nord o Riviera d'Alaska. L'Alaska non è però divisa in contee, ma in borough, e l'Arrowhead è in realtà non una regione, ma un monte su Baranof Island, nella costa Sud-Est del Golfo d'Alaska. La scelta dell'Arrowhead probabilmente si basa sull'ambiguità legata ad esso: infatti ciò che colloquialmente è conosciuto come Mount Arrowhead o più facilmente Arrowhead, è segnato sulle mappe come Mount Verstovia o, originariamente, Gora Verstovia, di reminiscenza russa. Il vero Verstovia è a qualche chilometro di distanza. Il sindaco, per consuetudine e non per elezione, è Holling Vincoeur. Segretario comunale è invece Ruth-Anne Miller. Quando infine si svolgono regolari elezioni, con il dottor Joel Fleischman e il pilota Maggie O'Connell nei ruoli rispettivamente di commissario elettorale e presidente del comitato elettorale, Holling viene battuto da Edna Hancock per 255 voti a 247, con la partecipazione dell'87% degli aventi diritto (in 3.16). In 6.10, alle successive elezioni, vince Maggie. Cicely non possiede forze dell'ordine, in caso di necessità deve richiedere l'intervento di un agente della polizia di stato dalla stazione più vicina, a oltre duecento miglia di distanza (2.4). Sulla locandina della prima serie, Joel è seduto sconsolato sotto il cartello "Welcome to Cicely, Alaska" che afferma l'abitato ospitare 214 persone (215, contando il medico). In 1.3 Maggie afferma che Cicely ha 815 abitanti, che in 1.6 aumentano a 839, mentre sono 843 i cicelyani che attendono l'arrivo del bambino di Shelly in 5.15. Inspiegabilmente, in 6.21, nel cartello di benvenuto all'ingresso del paese c'è scritto "623 abitanti", depennato a favore di un 607. Al termine dell'episodio, una numerosa famiglia di immigrati porterà la popolazione a 615.
La storia di Cicely è raccontata in 2.4, 3.23, 6.6 e 6.16, ma, prima che la città venne fondata, nella regione vi si svolsero importanti avvenimenti, di risonanza storica mondiale: nel 1814, infatti, Napoleone Bonaparte si trovava nella regione di Cicely, Alaska, come si evince dal diario rinvenuto in 3.6, scritto da uno dei suoi compagni di ventura, tale Pierre Le Moulin. Non è stato quindi presente alla battaglia di Waterloo né è mai stato esiliato sull'isola di Sant'Elena. Napoleone sposò l'indiana Matchka e i pochi francesi al suo seguito fecero probabilmente lo stesso: da queste due stirpi discende l'immaginaria tribù indiana dei Tellakutan. La città nasce però un secolo più tardi. Cicely deve il nome a una ballerina, bella ed eterea (robusta e con un mascellone, in 2.4), giunta in un villaggio sperduto dell'Alaska agli inizi del '900 (nel '32, secondo 2.4) su di uno dei primi autoveicoli, una Ford Model T (prodotta nel 1909), con la sua amante Roslyn, una donna forte e determinata (piccolina, in 2.4). Venivano dal Montana, ed erano forse in fuga, forse in ricerca di un luogo dove poter vivere tranquillamente la loro diversità. Si fermano in questo paese senza nome in realtà perché Roslyn perse un calzino, e decide di comprarne un paio nuovo proprio qui. La natura omosessuale della coppia non turba molto l'insensibile popolazione del rozzo villaggio, composta di minatori, cacciatori e prostitute. Ma in pochi mesi Cicely e Roslyn riescono a fare di questo accrocco di case di legno e fango un'oasi di pace e di sviluppo artistico e intellettuale, dove perfino Franz Kafka riesce a trovare l'ispirazione del suo La metamorfosi. Venuta la primavera, un Cacciatore di taglie tenta di perpetrare l'ennesima scorribanda, pensando di trovarsi davanti i soliti sprovveduti, ma Cicely e Roslyn riescono a tenergli testa. Nonostante Cicely venga uccisa nel corso dello scontro, i banditi si pentono e il villaggio l'ha vinta. Dieci anni dopo, nientemeno che la principessa Anastasia, l'unica sopravvissuta all'eccidio di Ekaterinburg del 1918, si rifugia proprio a Cicely. Ma lì viene raggiunta da Lenin, poiché in patria la situazione è difficile, e Lenin pensa che un accordo con l'ultima Romanov, ancora amata dal popolo, possa migliorare la situazione. Gli accordi saltano a causa di un incontro faceto tra la principessa ed Emery Whirlwind Tuhnuk, il nonno di Marilyn.

### Location

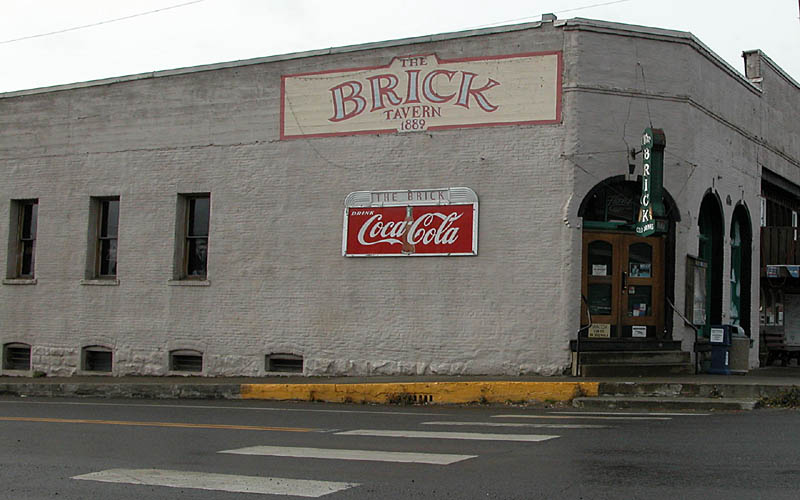
La Brick Tavern di Roslyn.

Le riprese delle serie sono state realizzate nello Stato di Washington, più precisamente a Roslyn, località visitata regolarmente dai fan, che hanno organizzato anche una serie di raduni, chiamati Moosefest. A Roslyn esiste veramente The Brick Tavern. In 5.18 Ruth-Anne e i Diablos si trovano al "Ravensdale Market". Il negozio è davvero a Ravensdale, al 27534 della Southeast Kent Kangley Road. In 3.21 le riprese di Joel e Maggie a Juneau avvengono nel ristorante "The Edgewater" di Seattle. In 5.15 Walt e Ruth-Anne vanno in macchina a Cantwell al "Caboose Tavern", un locale che in realtà si trova in Cle Elum, al 115 di First Street East, circa 6 km a est di Roslyn. Nella sesta serie Joel si rifugia nel villaggio di Manonash. Le riprese in questo caso sono state girate vicino al lago di Cle Elum.
La strada principale di Cicely è quella della cittadina di Roslyn nello stato di Washington.

## Colonna sonora

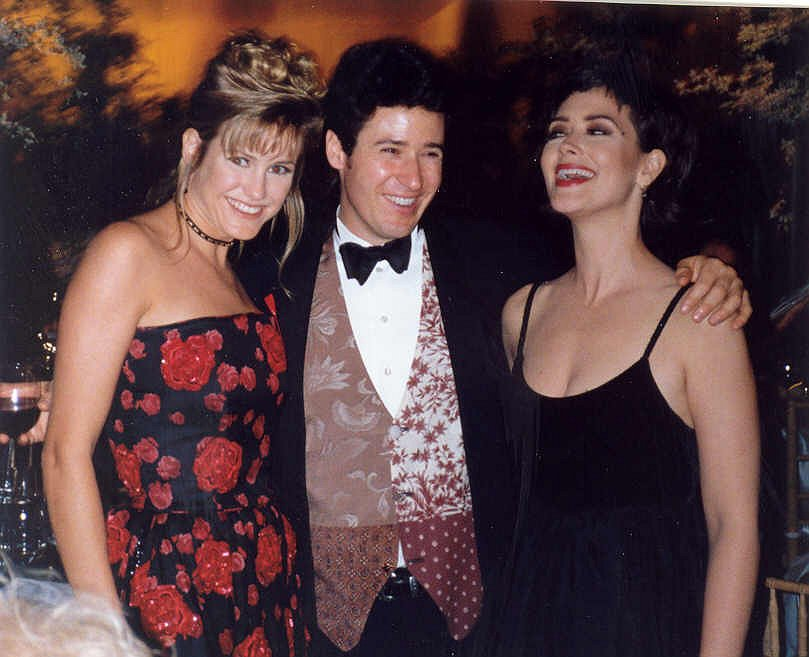
Gli interpreti della serie Cynthia Geary, Rob Morrow e Janine Turner (da sinistra a destra)

Sono state pubblicate due raccolte di musiche tratte dalla serie:
- Northern Exposure: Music from the Television Series (1992)

1. Tema musicale della serie (David Schwartz)
2. Jolie Louise (Daniel Lanois)
3. Hip Hug-Her (Booker T. & the M.G.'s)
4. At Last (Etta James)
5. Everybody Be Yoself (Chic Street Man)
6. Alaskan Nights (David Schwartz)
7. Don Quichotte (Magazine 60)
8. When I Grow Too Old to Dream (Nat King Cole)
9. Emabhaceni (Miriam Makeba)
10. Gimme Three Steps (Lynyrd Skynyrd)
11. Bailero (da Chants d'Auvergne) (Frederica Von Stade)
12. Medley: A Funeral in My Brain, Woody The Indian, The Tellakutans (David Schwartz)

- More Music from Northern Exposure (1994)

1. Ojibway Square Dance (Georgia Wettlin-Larsen)
2. Tema musicale della serie (David Schwartz)
3. Stir It Up (Johnny Nash)
4. Mambo Baby (Ruth Brown)
5. Someone Loves You (Simon Bonney)
6. The Ladder (David Schwartz)
7. If You Take Me Back (Big Joe and His Washboard Band)
8. Un Mariage Casse (Basin Brothers)
9. There I Go Again (Vinx)
10. Lay My Love (Brian Eno e John Cale)
11. Wrap Your Troubles in Dreams (And Dream Your Troubles Away) (Les Paul e Mary Ford)
12. Mooseburger Stomp (David Schwartz)
13. I May Want a Man (Joanne Shanandoah)

## Distribuzione
La serie televisiva, composta da 6 stagioni per un totale di 110 puntate, è stata trasmessa per la prima volta dal'emittente televisiva CBS tra il 1990 e il 1995. In Italia è stato trasmessa prima da Rai 2 e poi da Canale 5 e Rete 4.
Negli Stati Uniti e nel Regno Unito sono stati pubblicati i cofanetti di tutte le sei stagioni che compongono la serie, mentre in Italia è stato pubblicato solo il cofanetto della prima stagione, nel 2004.